# ルクレシア・カシラグ
ルクレシア・カシラグ（Lucrecia Kasilag、1918年8月31日 - 2008年8月16日）は、フィリピンのラ・ウニョン州サンフェルナンド出身の作曲家。

## 経歴
マニラで作曲を学び、その後、アメリカ合衆国ロチェスターのイーストマン音楽学校でウェイン・バーロウに師事した。1953年から1977年までフィリピン女子大学音楽美術学部の学部長を務めたほか、国際音楽教育学会副会長・フィリピン音楽教育協会会長・フィリピン作曲家連盟議長・アジア作曲家連盟議長を歴任した。1989年にはフィリピン国民芸術家の称号を得た。
作品にはピアノ協奏曲、アジアの楽器とテープのための作品、2つのミサ曲、女声合唱のための5つのフィリピン民謡などがある。